# 小马村 (利津县)
小马村 ，中华人民共和国山东省东营市利津县北宋镇所辖行政村。位于利津县南部。全村人口117户，400人(2010年底)。耕地面积390.7亩。行政区划代码370522101239。